# Piazza del Mercato (Brescia)
Piazza del Mercato è una piazza di Brescia, situata a sud ovest di piazza della Vittoria lungo corso Palestro, all'estremità nord di via Antonio Gramsci. Formatasi a partire dal Quattrocento, ha conosciuto numerose aggiunte e modifiche, soprattutto negli edifici affacciati ai suoi lati, fino alla prima metà del Novecento.
Ciò ha comportato una notevole varietà tipologica e cronologica delle costruzioni che delimitano la piazza e dei suoi monumenti, con testimonianze quattrocentesche (i portici del prospetto sud), cinquecentesche (palazzo Beretta), seicentesche (chiesa della Madonna del Lino), settecentesche (palazzo Martinengo Palatini), ottocentesche (fontana centrale) e novecentesche (palazzine degli anni '30 e ex mercato coperto degli anni '60).

## Storia
La piazza prende forma nel XV secolo con la spianata della prima cinta comunale realizzata nel 1187, il cui tracciato passava pochi metri più a sud, seguendo l'attuale corso Palestro, in direzione del Serraglio, antico quartiere militare creato dai Longobardi tra il VI e il VII secolo.
La piazza manteneva una quota di terra più alta rispetto all'esterno, dovuta probabilmente ad un naturale rialzo del terreno in quel punto, contro il quale erano state appoggiate le nuove mura: questa caratteristica è ancora oggi chiaramente osservabile, dato che, per accedere alla piazza dalle due traverse di collegamento con corso Palestro, bisogna salire una breve scalinata. Nel 1435, sul lato sud della piazza, ormai ingombro di sassi e rovine, si stabiliscono i venditori di panni e di lino, collocandovi i loro banchetti e una serie di baracche di legno.
Questa provvisoria situazione viene fissata definitivamente nel 1481 per merito dell'amministrazione comunale, che provvede alla costruzione di un lungo porticato con residenze per i bottegai al primo piano. Nel 1558 un intervento simile viene applicato al lato nord, dove Lodovico Beretta costruisce un palazzo dai caratteri nobiliari con portico al piede, con la stessa funzione, noto appunto come palazzo Beretta. Tra l'altro il Beretta, anche se la sua paternità non è attestata da documenti, era già intervenuto pochi anni prima, tra il 1550 e il 1555, poco più a sud della piazza, dove aveva costruito le case del Gambero dalla stessa funzione artigianale e commerciale, affrescate poi sulle facciate da Lattanzio Gambara.
Durante il Seicento si configurano gli ultimi due prospetti monumentali della piazza: la chiesa della Madonna del Lino nel 1608 a sud, in fondo ai portici quattrocenteschi, e il palazzo Martinengo Palatini a ovest, iniziato nel 1672 ma concluso solo nel 1710. All'inizio dell'Ottocento altri interventi mirano a restituire un degno decoro all'ambiente: vengono eliminati i casotti lignei addossati alle costruzioni, i portici vengono pavimentati e al centro si posiziona la grande fontana, scolpita su progetto di Giovanni Donegani e completata dalla statua dell'Abbondanza eseguita da Giovanni Antonio Labus.
La piazza, ormai definitivamente configurata su una pianta a L, viene interessata in modo marginale ma visibile dai lavori di realizzazione di piazza della Vittoria tra il 1927 e il 1932: l'ultima campata di palazzo Beretta viene tagliata per consentire l'allargamento di via Gramsci, mentre il fronte nord viene riorganizzato con la costruzione di un grande mercato coperto ad opera di Tito Brusa.
I bombardamenti della seconda guerra mondiale recano gravi danni alla piazza e ai suoi monumenti: l'ala sinistra di palazzo Martinengo Palatini crolla in gran parte, la chiesa della Madonna del Lino viene danneggiata sul lato nord, mentre il mercato di Tito Brusa viene completamente distrutto. Il palazzo e la chiesa vengono restaurati negli anni immediatamente successivi, mentre il mercato coperto viene eliminato e, negli anni '60, viene costruito al suo posto un alto palazzo di funzione commerciale in linee moderne, con una serie di residenze in sommità.
Nel 1985 l'Università degli studi di Brescia acquista palazzo Martinengo Palatini e, dopo un lungo periodo di restauro, vi stabilisce nel 2000 la sede del rettorato e alcuni uffici amministrativi. Dal 2011 la piazza, fino ad allora utilizzata come parcheggio, viene resa zona pedonale e liberata dagli autoveicoli, nell'ambito di un più ampio programma di pedonalizzazione del centro storico.

## Toponimo
L'originale denominazione della piazza era piazza del Lino o dei Panni, in riferimento ai mercanti di lino che appunto qui avevano le loro botteghe. La toponomastica della piazza è però variata molto nel corso dei secoli: dopo l'originale titolo, fu chiamata dei Commestibili o delle Erbe e infine Piazza Nuova fino al 1897. Dal 1909 ha assunto il generico nome attuale.

## Galleria d'immagini

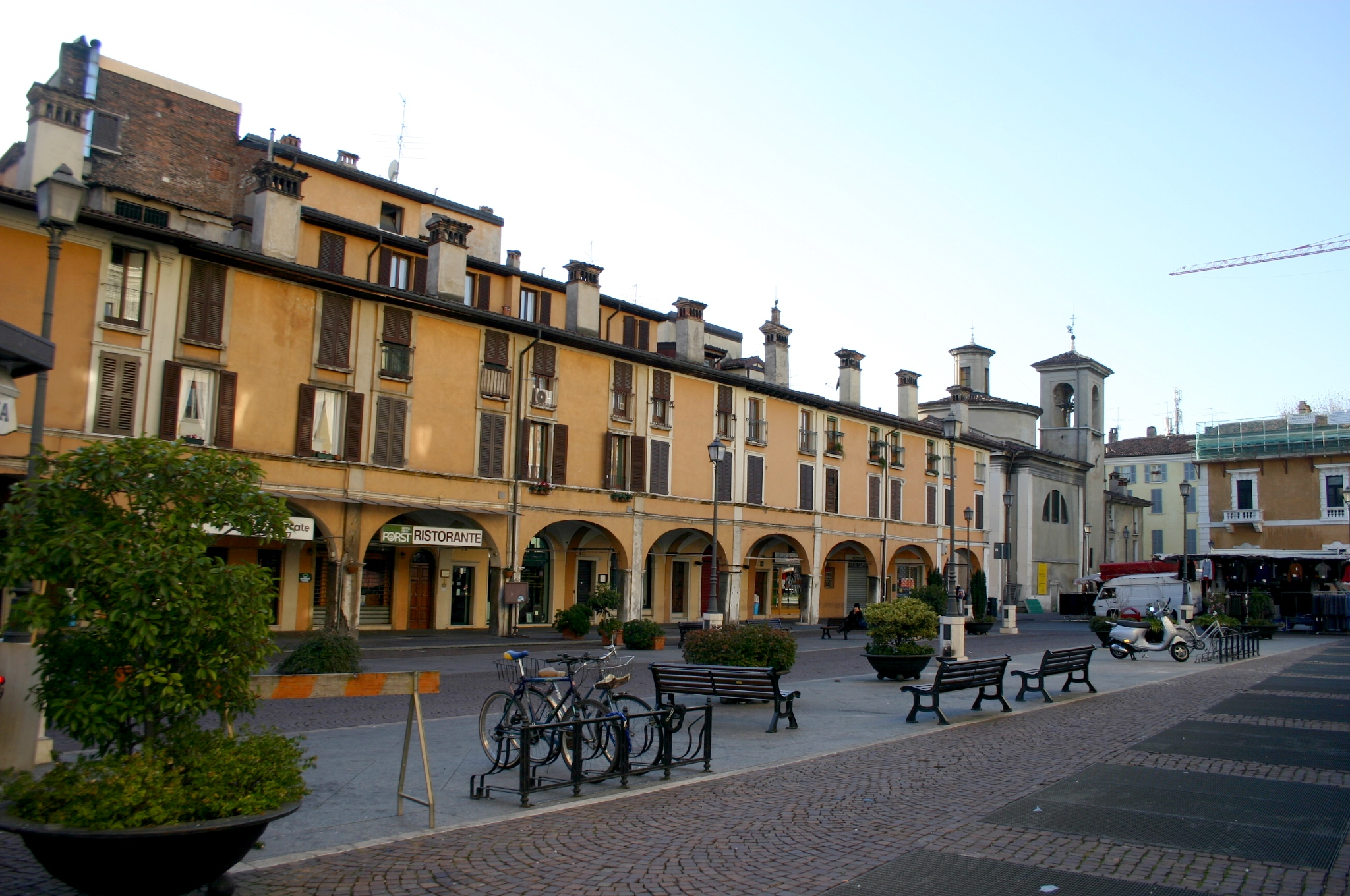
Portici lungo il lato sud della piazza
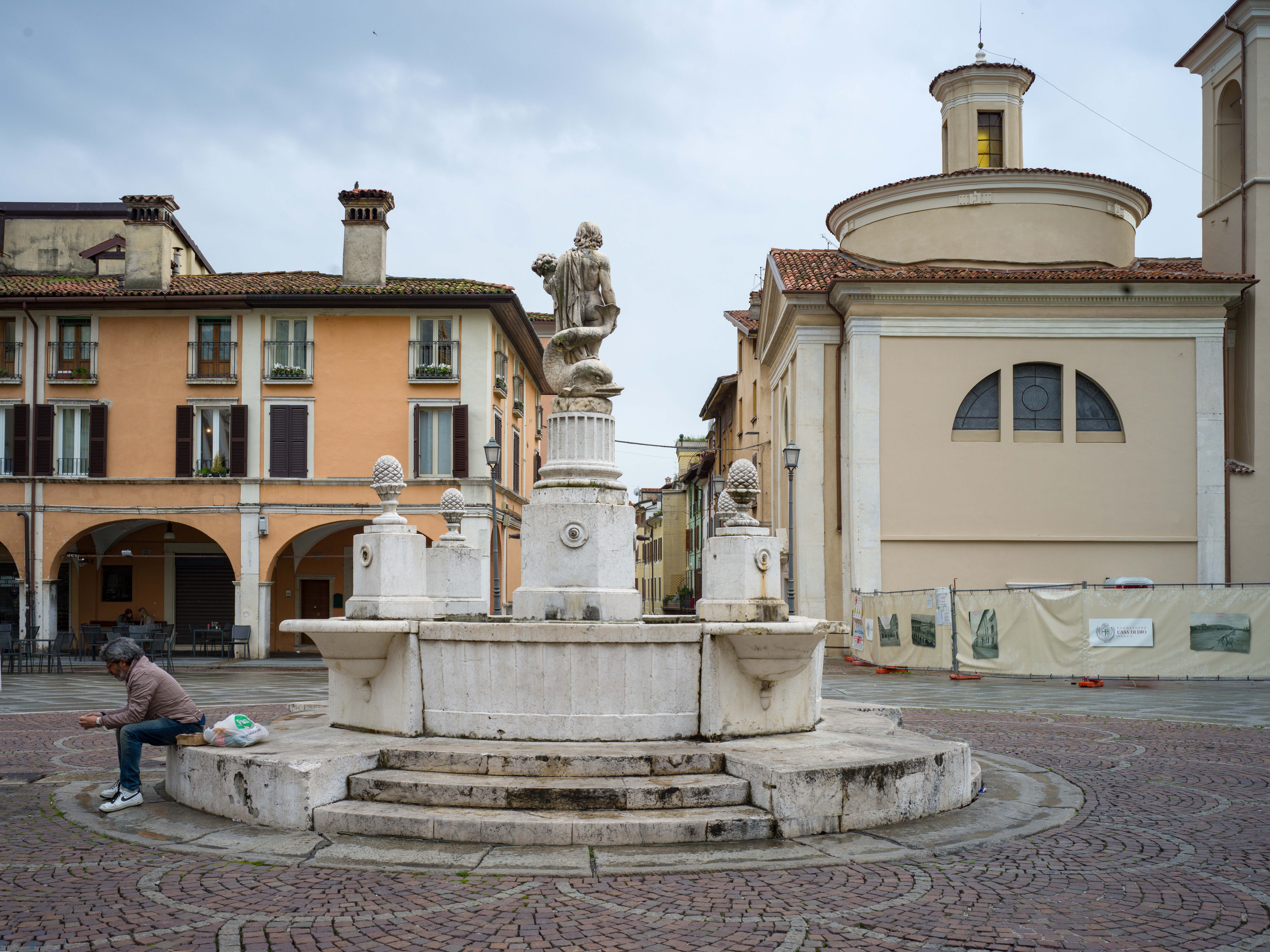
Chiesa della Madonna del Lino e la Fontana dell’Abbondanza
Palazzo Martinengo Palatini
La piazza vista verso est. A sinistra palazzo Beretta e la fontana dell’Abbondanza
Palazzo Beretta
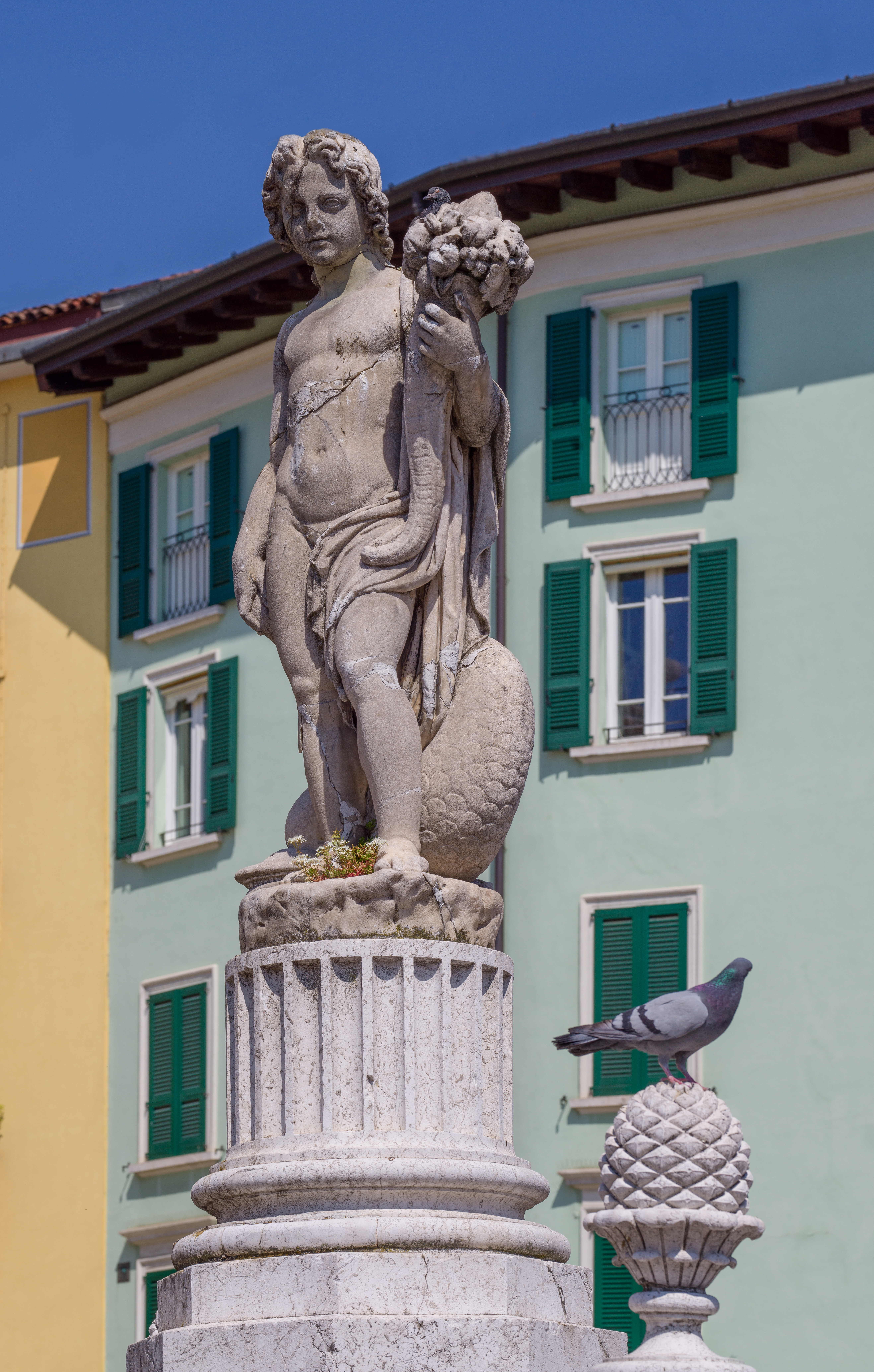
Fanciullo con cornucopia e delfino sulla Fontana dell’Abbondanza